# Edmond Raillard
Edmond Raillard (Lió, França, 1951) és catedràtic de Filologia Hispànica per la Université Stendhal de Grenoble i traductor.
En el camp acadèmic, està especialitzat en la traducció pragmàtica i literària (castellà i català), la literatura catalana i el cinema. Com a traductor literari, tradueix al francès del català i del castellà (Antonio Saura, José Carlos Llop, etc.). Ha guanyat diversos premis literaris per les seves traduccions, com ara el Prix Rhône Alpes du Livre (per la seva traducció de d'un llibre de Sergi Pàmies) i el Prix Écureuil de Littérature Étrangère (conjuntament amb l'escriptor José Carlos Llop).
En el camp de la traducció, està especialitzat en narrativa (contes i novel·les) i assaig (entre altres coses, escrits de pintors). Ocasionalment, ha traduït poesia (J. V. Foix, Salvador Espriu, Joan Brossa, Vicent Andrés i Estellés).